# Хроматографическая колонка
Хроматографи́ческая коло́нка — устройство для хроматографии, используемое как для работы ручным методом, так и в составе специального агрегата, хроматографа.

## Принцип действия и основные характеристики
В хроматографической колонке происходит разделение исходной многокомпонентной смеси на ряд бинарных смесей, состоящих из жидкости или газа-носителя (для газовой хроматографии) и одного из разделяемых компонентов. Разделение может происходить как за счёт образования временных связей между разделяемыми веществами и неподвижной фазой колонки (адсорбционная хроматография), так и по иным принципам (например, эксклюзионная хроматография). Точнее значения объёма или времени выхода каждого компонента из колонки устанавливают при калибровке.
Колонка характеризуется материалом, из которого состоит неподвижная фаза, внутренним диаметром и длиной. Размеры колонок зависят от количества разделяемых веществ и типа хроматографии. На колонках разного калибра можно разделять как микрограммы, так и килограммы различных веществ.

## Способ применения
Для набивки колонок твёрдой фазой существует два основных метода, сухой и мокрый. В первом случае колонку сначала наполняют сухим порошком, после чего пропускают подвижную фазу (жидкость или газ). Во втором случае колонку наполняют суспензией наполнителя в подвижной фазе. Если подвижная фаза является жидкой, то в обоих случаях следует предусмотреть отсутствие пузырей воздуха в готовой колонке, что может повлиять на качество хроматографии или полностью её блокировать. Кроме того, всегда существует опасность выхода колонки из строя в результате попадания в неё недопустимых веществ (нерастворимые вещества или слишком активные молекулы, забивающие канал колонки), не устранённых при пробоподготовке.
В качестве твёрдой фазы могут быть использованы такие материалы, как силикагель, оксид алюминия, микрокристаллическая целлюлоза, агароза и другие материалы, в частности, приготовленные путём специальной обработки целлюлозы или агарозы для эксклюзионной, ионообменной или аффинной хроматографии.
В процессе хроматографии отдельные компоненты нанесённой на колонку смеси выходят из неё с различной скоростью. Их собирают по фракциям, определяя концентрацию ожидаемых веществ в каждой фракции. Окрашенные вещества кроме того могут быть видны через стеклянные стенки колонки.